# فانكورت (تكساس)
فانكورت (بالإنجليزية: Vancourt)‏ هي مدينة أمريكية تقع في ولاية تكساس.